# Bernard Demotz
Bernard Demotz est un historien médiéviste français.
Spécialiste de l'histoire de la Savoie, il est professeur émérite à l'université Jean Moulin Lyon 3.

## Biographie
En 1985, il est l'auteur d'une thèse intitulée : « Le comté de Savoie du début du XIIIe au début du XVe siècle: étude du pouvoir dans une principauté réussie », sous la direction de Marcel Pacaud.
Il est élu en 2003 à l'Académie des sciences, belles-lettres et arts de Savoie, avec pour titre académique titulaire résidant. Il devient président de l'Académie florimontane, en 2006, doyenne des sociétés savantes de France.
Son fils, François, a soutenu une thèse intitulée La Bourgogne transjurane (855-1056) : l’évolution des rapports de pouvoirs dans le monde post-carolingien en 2002 (publiée en 2008).

## Publications
- (sous la direction), 1000 ans d'histoire de la Savoie : La Maurienne, Cléopas, 2008, 845 p. (ISBN 978-2-9522459-7-5).
- Les Principautés dans l'Occident Médiéval : À l'origine des régions, Turnhout, Brepols, 2008, 387 p. (ISBN 978-2-503-52191-6)
- Le comté de Savoie du XIe au XVe siècle : Pouvoir, château et État au Moyen Âge, Genève, Slatkine, 2000, 496 p. (ISBN 2-05-101676-3), p. 23.
- Les comtes qui en 400 ans firent la Savoie, Chambéry, Société savoisienne d'histoire et d'archéologie, 1987, 32 p. (ISBN 2-00-008461-3)
- Réjane Brondy et Jean-Pierre Leguay, La Savoie de l'an mil à la Réforme, XIe-début XVIe siècle, Rennes, Ouest France Université, 1984, 626 p. (ISBN 2-85882-536-X).